# Красные Горки (Псковская область)
Кра́сные Го́рки — деревня в Дедовичском районе Псковской области России. Входит в состав Вязьевской волости.
Расположена в центре района, к юго-западу от райцентра, посёлка Дедовичи, на реке Судома, при её впадении в Шелонь.

## Население
| 2001 | 2002 | 2010 |
| ---- | ---- | ---- |
| 513  | ↘457 | ↘422 |

Численность населения деревни по оценке на начало 2001 года составляла 513 жителей.

## История
В 1880-е годы дочь графа А. С. Строганова — Мария Ягмина — выстроила в стиле английской готики усадьбу Княжьи Горки.
До июня 2010 года деревня Красные Горки была административным центром ныне упразднённой Красногорской волости.